# 伊索岛

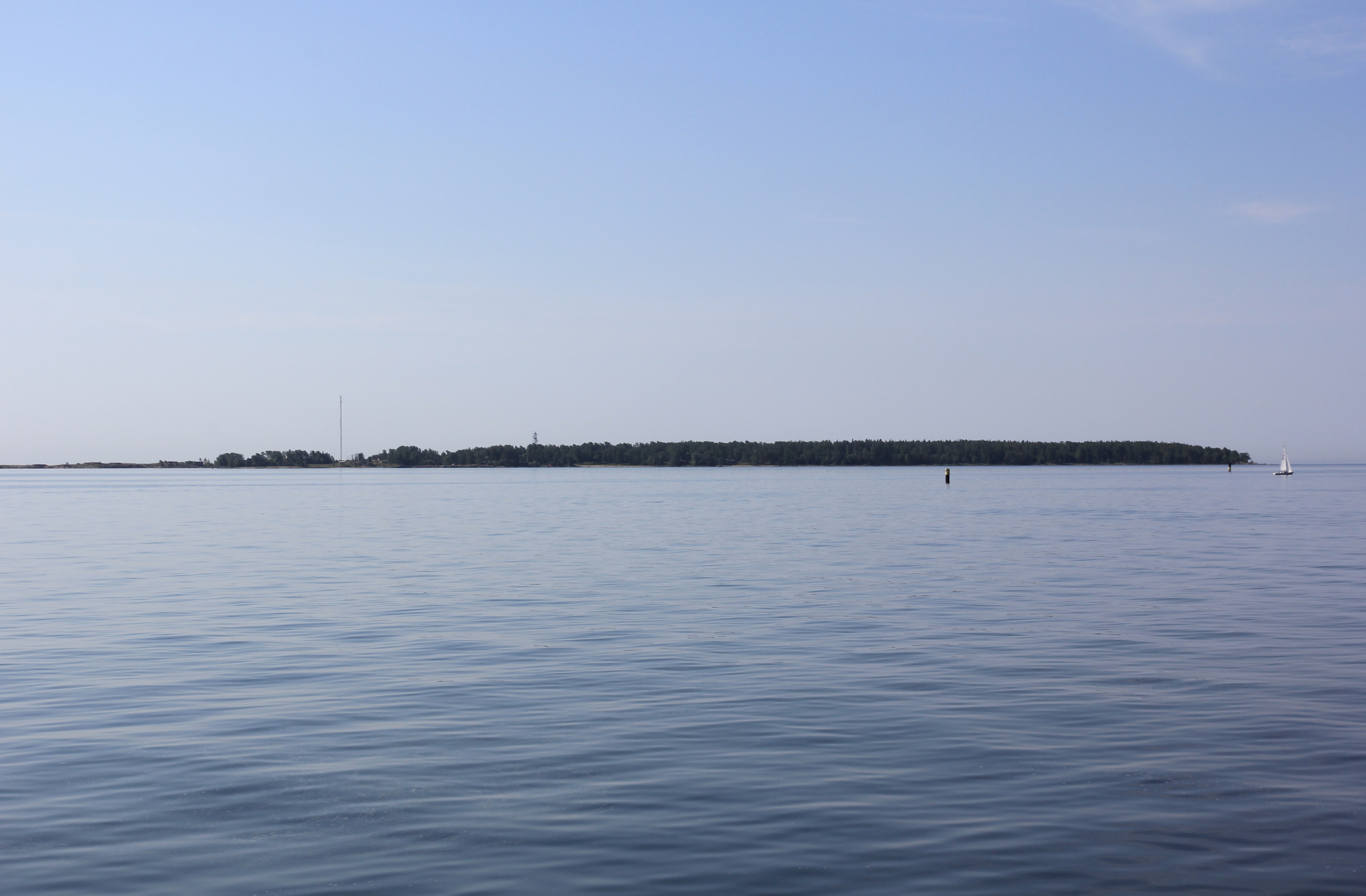
从北面远处眺望伊索岛

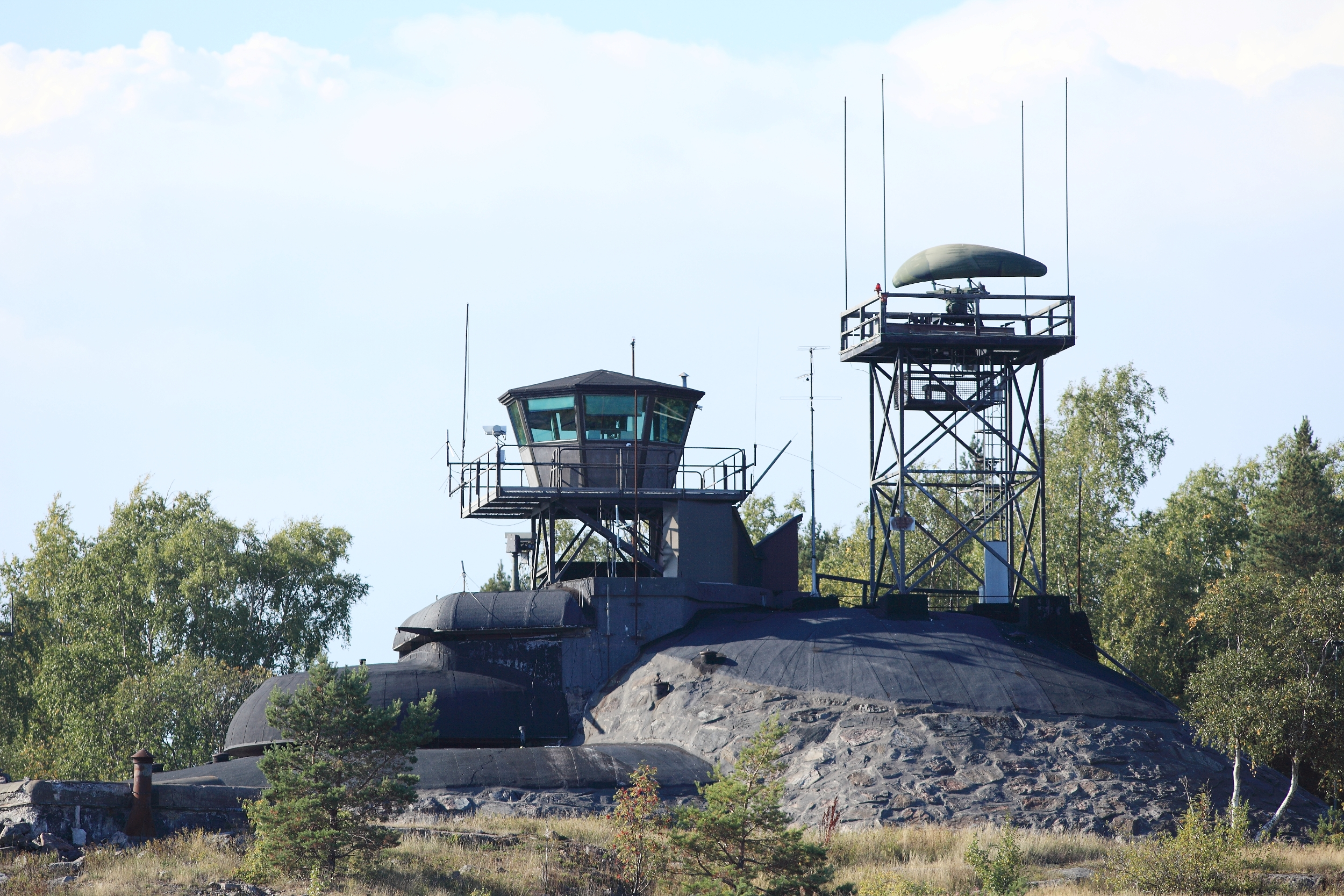
伊索岛上的海面监视站

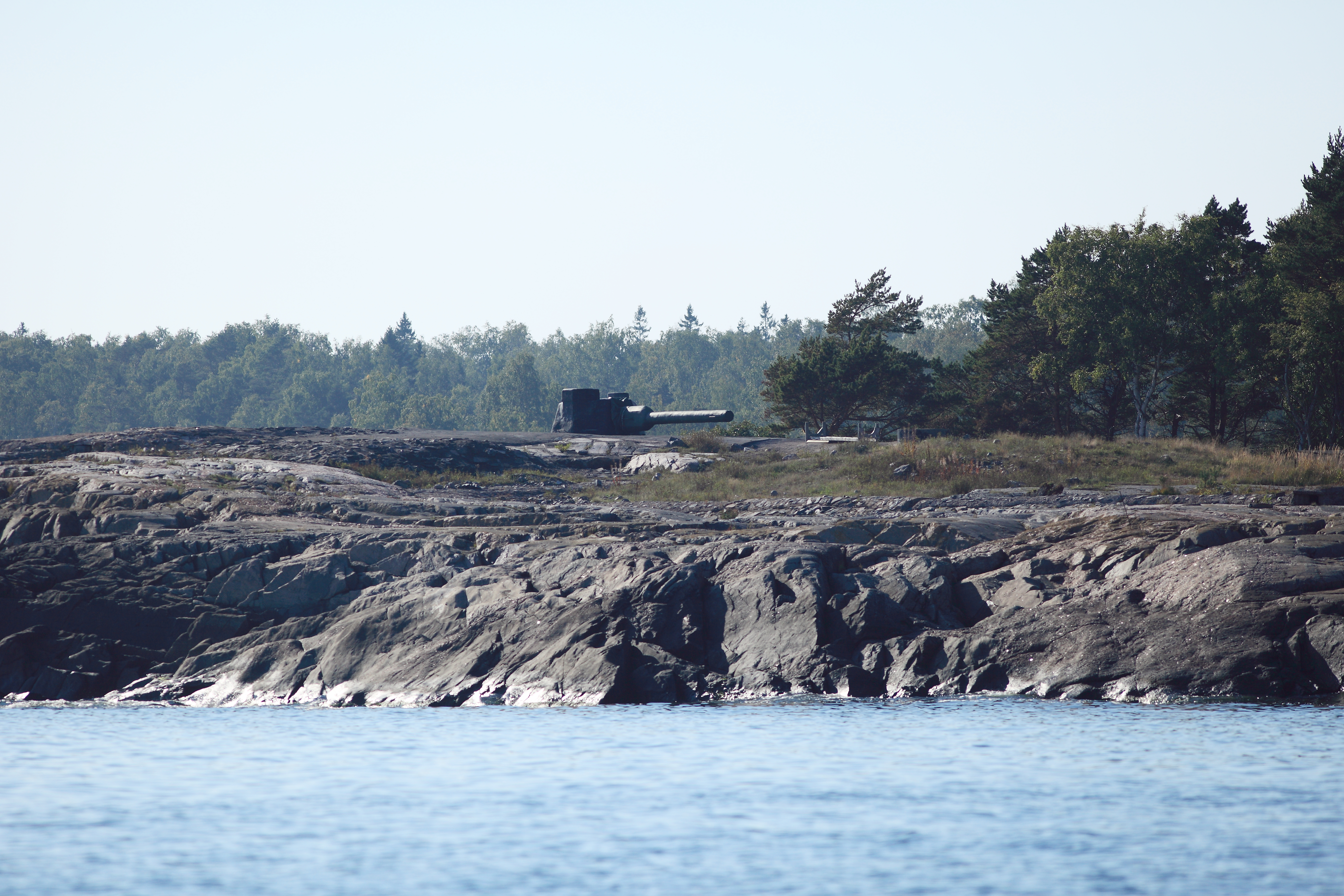
海岸大炮

伊索岛（芬蘭語：Isosaari；芬兰语名字直译为“大岛”），是一个位于芬兰湾，属于赫尔辛基市的岛屿。该岛位于桑塔哈米纳以南3.8公里处，面积为76公顷。岛长大约为两公里，最宽的地方大约为一公里。从赫尔辛基集市广场坐船出发大概需要半个小时。